# اختطاف ارييل كاسترو
وقعت عمليات خطف أرييل كاسترو بين عامي 2002 و 2004 عندما اختطف أرييل كاسترو الفتيات الثلاث ميشيل نايت وأماندا بيري وجورجينا «جينا» ديجيسوس واحتجزهم في منزله في حي تريمونت في كليفلاند، أوهايو. تم حبسهم حتى تاريخ 6 مايو 2013، عندما هربت بيري مع ابنتها البالغة من العمر ست سنوات واتصلت بالشرطة.    أنقذت الشرطة نايت ودجيسوس واعتقلت كاسترو في غضون ساعات.
في 8 مايو 2013، وجهت إلى كاسترو أربع تهم بالاختطاف وثلاث تهم بالاغتصاب.  وقد أقر بأنه مذنب في 937 تهمة جنائية تتعلق بالاغتصاب والخطف والقتل المشدد كجزء من جلسة الإقرار. حُكم عليه بالسجن المؤبد بالإضافة إلى 1000 سنة في السجن دون إمكانية الإفراج المشروط.  بعد شهر واحد من عقوبته، انتحر من خلال تعليق نفسه في ملاءات السرير في زنزانته داخل السجن. 

## خلفية الجاني
ولد أرييل كاسترو (11 يوليو 1960 – 3 سبتمبر 2013) في ديوي، يوكو، بورتوريكو للأب بيدرو كاسترو والأم ليليان رودريغيز. انفصل والديه عندما كان طفلاً، وانتقل إلى البر الرئيسي للولايات المتحدة مع والدته وثلاثة من إخوته. استقروا في ريدينج، بنسلفانيا، ثم انتقلوا إلى كليفلاند، أوهايو، حيث كان والد كاسترو وأفراد الأسرة الآخرين يعيشون فيها.    وكان كاسترو تسعة أشقاء. وتخرج من كليفلاند لينكولن ويست في المدرسة الثانوية في عام 1979. 
التقى كاسترو مع صديقته غريميلدا فيغيروا عندما انتقلت أسرته إلى منزل عبر الشارع قريب منها، وذلك في الثمانينات. عاشوا مع كلتا المجموعتين من الآباء، لكنهم انتقلوا إلى منزلهم في 2207 سيمور أفينيو في عام 1992.  كان منزلهم من طابقين، منزل من أربع غرف نوم وحمام واحد، الطابق السفلي غير المكتمل الذي تم بناؤه عام 1890 وتم إعادة تشكيله في عام 1956.   قالت شقيقة فيغيروا إليدا كارابالو: «كل الجحيم بدأ ينهار عندما انتقل الزوجان إلى منزلهما الجديد». تدعي كارابالو وزوجها فرانك أن كاسترو اعتدى على فيغيروا، وكسر أنفها وأضلاعها وذراعيها وتسبب في حدوث جلطة دموية في دماغها نتج عنها ورم غير صالح للعمل. كما ألقى بها على الدرج، وأحدث كسر في جمجمتها. في عام 1993، تم إلقاء القبض على كاسترو بسبب العنف الأسري، لكن لم يتم توجيه الاتهام إليه من قبل هيئة المحلفين الكبرى.
انتقلت فيغيروا من المنزل في عام 1996 وحصلت على حضانة أطفالها الأربعة. ساعدتها الشرطة في هذه الخطوة واعتقلت كاسترو، لكنهم لم يوجهوا اتهامات إليه. استمر كاسترو في تهديد وهاجم فيغيروا بعد أن تركته، وفقًا لشقيقتها كارابالو. رفعت فيغيروا تهماً في عام 2005 في محكمة العلاقات العائلية في مقاطعة كوياهوغا، متهمة إياه بإلحاق إصابات شديدة بها واختطاف بناتها «بشكل متكرر». منحتها المحكمة أمر تقييد المؤقت ضد كاسترو، لكن تم رفضه بعد بضعة أشهر. توفيت فيغيروا في عام 2012 بسبب مضاعفات ورم في المخ.
قبل إلقاء القبض عليه في سن 52 عامًا، عمل كاسترو كسائق للحافلة في مقاطعة كليفلاند متروبوليتان التعليمية إلى أن تم فصله بسبب «تصرف سيء»، بما في ذلك عمل منعطف غير قانوني على متن حافلة مدرسية تقِل الأطفال،  كذلك استخدام حافلة للذهاب للتسوق والبقالة، وترك طفل في الحافلة بينما يذهب لتناول طعام الغداء، وترك الحافلة دون مراقبة بينما كان يأخذ غفوة في المنزل. كان يكسب 18.91 دولار في الساعة عندما يخرج. في وقت اعتقاله، كان منزل كاسترو مرهون بسبب ثلاث سنوات من الضرائب العقارية غير المدفوعة.

## عمليات الخطف

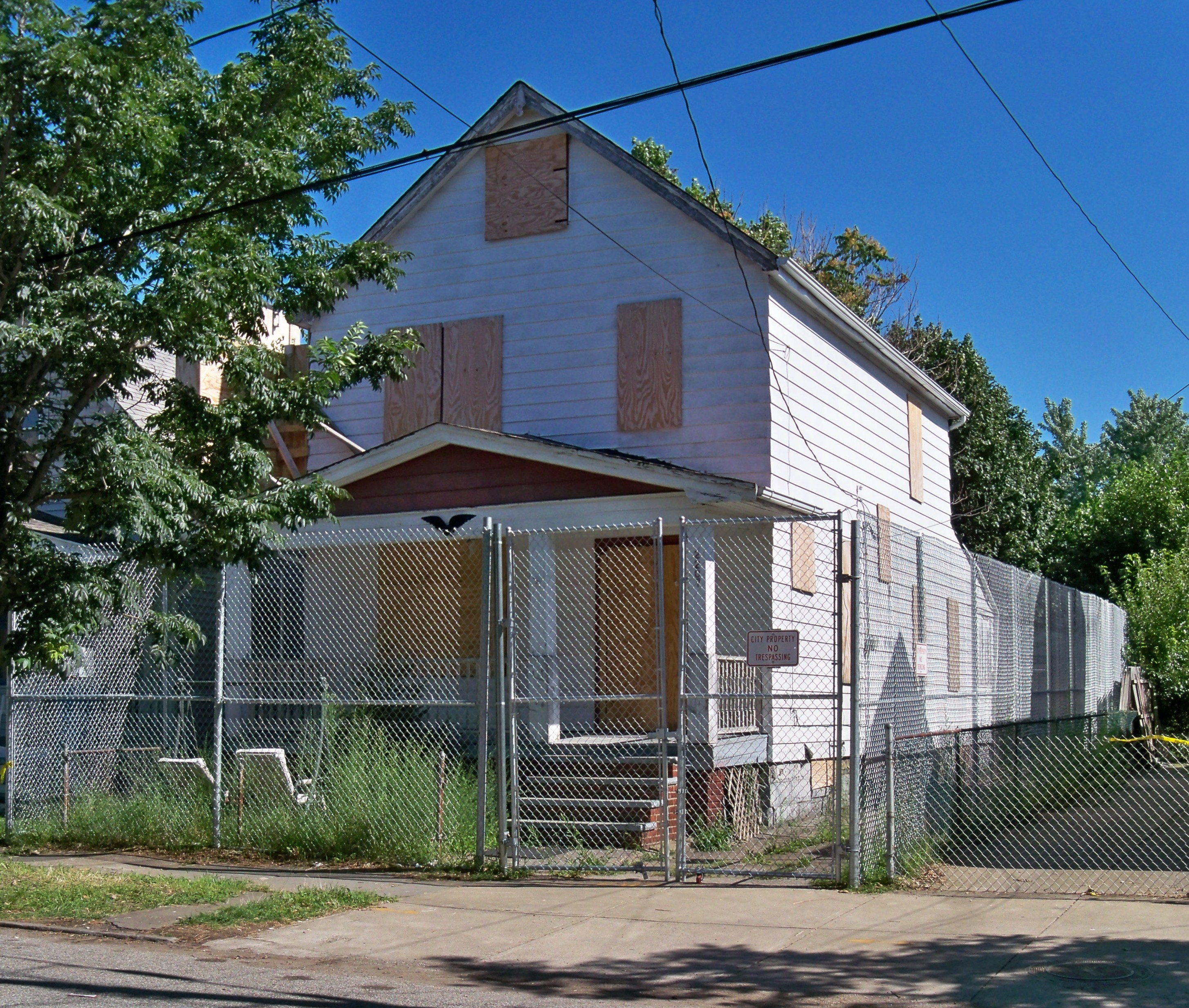
منزل كاسترو في شارع سيمور 2207 ؛ تم هدمه في 7 أغسطس 2013 كجزء من مناشدة أهالي المنطقة لمحاكمة كاسترو.

خطف كاسترو ضحاياه من خلال منحهم رحلة؛ وقاد كل فتاة على حدى إلى منزله، وجذبهم إلى الداخل، وأخذهم إلى الطابق السفلي، وقيدهم   في منزله الواقع في 2207 سيمور أفنيو في حي تريمونت السكني في مدينة كليفلاند.    تم هدم المنزل منذ ذلك الحين.

### ميشيل نايت
اختفت ميشيل نايت (من مواليد 23 أبريل 1981) في 23 أغسطس 2002 بعد مغادرة منزل ابن عمها. كانت في الواحد والعشرين من عمرها. وفي يوم اختفائها، كان من المقرر أن تمثُل أمام المحكمة في قضية حضانة طفل تتعلق بإبنها، الذي كان محتجزًا في الولاية. 
في أعقاب إنقاذ نايت، أقرت الشرطة بأنه تم إنفاق موارد محدودة في التحقيق باختفائها، ويرجع ذلك جزئيًا إلى أنها كانت بالغة. اعتقدت السلطات أنها هربت طواعية بسبب الغضب، وبسبب فقدانها حضانة ابنها. وفقا لنائب رئيس شرطة كليفلاند إد تومبا، كانت «محور بعض النصائح». البعض انتقد إزالتها من قاعدة بيانات المركز الوطني لمعلومات الجريمة بعد 15 شهرًا من اختفائها، لأنها لم تكن معروفة إلى حد كبير قبل إنقاذها. لكن كليفلاند بوليس ومكتب التحقيقات الفيدرالي يؤكدان أن إدراجها أو استبعادها ليس له أي تأثير على عملية إنقاذها.

### أماندا بيري
اختفت أماندا ماري بيري (من مواليد 22 أبريل 1986) في 21 أبريل 2003، وهو اليوم السابق لميلادها السابع عشر. كانت آخر مرة سمع عنها حوالي الساعة 8 مساءً عندما اتصلت بأختها لتخبرها أنها ستعود إلى المنزل من وظيفتها في برجر كنج في ويست 110 شارع ولورين أفينيو. اعتبرها مكتب التحقيقات الفيدرالي في البداية هاربة حتى بعد أسبوع من اختفائها، عندما استخدم رجل مجهول هاتفها الخلوي للاتصال بأمها. قال: «عندي أماندا. إنها بخير وستعود إلى المنزل في غضون يومين». 
ظهرت بيري في جزء 2004 من برنامج Fox's America's Wanted (أعيد بثه في عامي 2005 و 2006)، والذي ربطها بجينا ديجيسوس، التي كانت قد اختفت في كليفلاند في تلك المرحلة.  تم تصوير بيري وديجيسوس في برنامج أوبرا وينفري ومعرض مونتيل ويليامز، حيث أخبرت النفسانية سيلفيا براون أم بيري (لوانا ميلر) عام 2004 أن ابنتها ماتت وهي في الماء.    لقد أدى هذا التصريح إلى تدمير والدتها، مما تسبب لها في إزالة صور ابنتها والتخلي عن كمبيوترها. ومع ذلك، واصلت ميلر البحث عن بيري حتى ماتت بسبب قصور القلب عام 2006. 
ادعى روبرت ولفورد السجين والذي كان يقيم في تريمونت، بأن لديه معلومات حول مكان جثة بيري في يوليو 2012، وقاد الشرطة إلى منطقة فارغة في ويست سايد في كليفلاند، حيث أجروا عملية بحث غير مثمرة.  حُكم عليه في يناير 2013 بالسجن لمدة أربع سنوات ونصف بتهمة عرقلة العدالة وتقديم تقرير كاذب وإنذار كاذب.
في 25 ديسمبر 2006، أنجبت بيري ابنة غير شرعية، حيث كانت في العشرين من عمرها. وأكدت أدلة الحمض النووي أن كاسترو المغتصب كان والد الطفل. 

### جينا ديجيوس

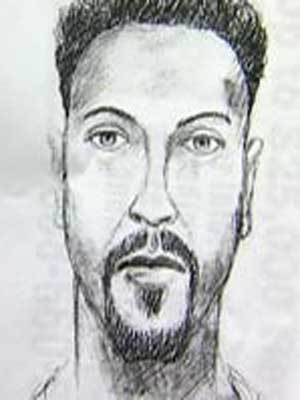
2004 رسم مكتب التحقيقات الفيدرالي لمشتبه به في اختفاء ديجيسوس

فقدت جورجينا «جينا» لين دي جيسوس (ولدت في 13 فبراير 1990) في سن الرابعة عشرة. شوهدت آخر مرة في هاتف عمومي حوالي الساعة 3 مساء يوم 2 أبريل 2004 وهي في طريقها إلى المنزل من مدرستها المتوسطة في شارع 105 غرب شارع لورين. اتصلت ديجيسوس وابنة كاسترو أرلين بفيجيروا للحصول على إذن للنوم في منزل ديجيسوس، لكن فيغيروا أجابت بأنها لا يستطيع ذلك، وقد انفصلت الفتاتان عن بعضهما. كانت آرلين آخر شخص شاهد ديجيسوس قبل اختفائها.
كانت ديجيسوس تحت الانطباع بأنها كانت تزر وتثق في كاسترو لأنها كانت صديقة لأبنته المراهقة. لم يشهد أحد اختطافها، ولم يتم إصدار تنبيه أمبر المخصص للأطفال، مما أغضب والدها. وقال في عام 2006، «إن عنبر التنبيه يجب أن يعمل من أجل أي طفل مفقود. ... سواء كان اختطافًا أو هاربًا، فيجب العثور على طفل. نحن بحاجة إلى تغيير هذا القانون».
بعد مرور عام على اختفائها، أصدر مكتب التحقيقات الفيدرالي رسمًا مركبًا ووصفًا للمشتبه به الذكر، الموصوف باسم «لاتيني، من 25 إلى 35 عامًا، ذات عيون خضراء». وفقا لسجلات المحكمة، كان كاسترو ذات عيون بنية اللون مع عثنون. 
ظهرت ديجيسوس في الجزء America's Wanted والذي تم ربطها بـ «بيري». حظيت حالات الاختفاء باهتمام وسائل الإعلام بشكل منتظم حتى عام 2012، في حين الفتت انتباه العائلات باليقظة العامة. حضر كاسترو على الأقل اثنين من هذه الوقفات الاحتجاجية،  حسبما ورد، وشارك في حفل البحث عن المفقودين، وحاول الاقتراب من عائلة ديجيسوس. كان نجل كاسترو، أنتوني، طالبًا في الصحافة عام 2004، وأجرى مقابلة مع والدة ديجيسوس لمقال عن الاختفاءات في بلاين برس.   أبقت الشرطة التحقيق مفتوحًا وعرضت مكافأة قدرها 25000 دولار للحصول على معلومات. 
طبقاً لأقوال عم كاسترو، عرفت أسرته عائلة ديجيسوس وعاشوا في نفس حي ويست كليفلاند. ادعى كاسترو في النهاية أنه لم يكن يعلم أن ديجيسوس كانت أحد أفراد تلك الأسرة عندما اختطفها.

## في الآسر
قام كاسترو باختطاف نايت، وأخذها إلى الطابق العلوي، وربط يديها ورجليها معًا، وسحبها باستخدام يديها ورجليها ورقبتها. تركها هناك لمدة ثلاثة أيام دون طعام. وكتب الادعاء في الحكم الصادر عن كاسترو، أن المذكرات التي تحتفظ بها النساء تتحدث عن: «السلوك الجنسي القسري، وعن الحبس في غرفة مظلمة، وسوء المعاملة، وأحلام الهرب يوما ما ولم شملهن مع أسرهن، والتقييد بالسلاسل على الجدار، يُحتجزن كأسيرات حرب، ويفقدون الأرواح التي كانوا يستمتعون بها ذات يوم، وسوء المعاملة العاطفية، وتهديداته بالقتل، والتعامل معهم كحيوانات، وسوء المعاملة المستمرة، والرغبة في الحرية». تم احتجاز النساء في غرف نوم مغلقة في الطابق العلوي، حيث أجبرن على استخدام مراحيض بلاستيكية «تم إفراغها بشكل غير منتظم». تم إطعامهم وجبة واحدة يوميًا وسمح لهم بالاستحمام مرتين في الأسبوع على الأكثر.
أخبرت نايت الشرطة أن كاسترو قام بتلقيحها خمس مرات على الأقل وتسبب في حدوث إجهاض في كل مرة من خلال الضرب، وضربها بالدمبل، وضربها، وقيدها على الجدران. كما جوعها.  أخبرت جدة نايت المراسلين أنها ستحتاج إلى جراحة لإعادة بناء الوجه بسبب الضرب الذي تعرضت له، وفقدت السمع في أذن واحدة. في وقت من الأوقات، كان لديها كلب أليف أثناء وجودها في الأسر، لكن كاسترو قتله بضرب رقبته وذلك بعد أن قام الكلب بمحاولة حماية نايت. وقالت ديجيسوس لوكالة إنفاذ القانون إنها تعرضت للاغتصاب لكنها لم تصدق أنها تعرضت للتلقيح على الإطلاق.
في ديسمبر / كانون الأول 2006، زعم أن كاسترو أمر نايت بالمساعدة في ولادة طفلة بيري، الذي وقعت في بركة سباحة صغيرة قابلة للنفخ، وهدد بقتلها إذا لم تنجو الطفلة. في مرحلة ما، توقفت الطفلة عن التنفس، لكن نايت كانت قادرة على إنعاشها.  كان كاسترو أحيانًا يخرج بالطفلة من المنزل، بما في ذلك زيارة والدته؛ يومها كانت الطفلة تناديه بـ«أبي» ووالدة كاسترو تناديها «جدتي».  في عام 2013، عرض على إحدى بناته البالغة صورة للطفلة وقال إنها ابنة صديقته من علاقة سابقة. وقد أخبر الآخرين أنها كانت حفيدته. 
وفقًا لبيان صادر عن كليفلاند بوليس، فقد زار الضباط منزل كاسترو مرة واحدة فقط بعد عمليات الاختطاف لمناقشة حادث غير ذي صلة. لم يكن كاسترو في المنزل في ذلك الوقت، تمت مقابلته في مكان آخر لاحقًا. ادعى الجيران أنهم اتصلوا بالشرطة بشأن أي نشاط مشبوه لوحظ في المنزل، لكن الشرطة قالت إنهم ليس لديهم أي سجل لمثل هذه المكالمات. أفاد ابن كاسترو أنتوني أن هناك مناطق معينة في المنزل يتعذر الوصول إليها بسبب إغلاقها. كما ذكر مناسبة قبل ثلاثة أسابيع من هروب النساء عندما سأله كاسترو عما إذا كان سيتم العثور على بيري، قال أنتوني إنه أخبر كاسترو بأن بيري ربما ماتت، فأجاب كاسترو قائلاً: «حقًا؟ هل تعتقد ذلك؟».
أفادت المحطة التلفزيونية WKYC التابعة لـ هيئة الإذاعة الوطنية أن كاسترو استذكر كل عملية من عمليات الاختطاف الثلاثة بتفصيل كبير أثناء استجوابه، وأشار إلى أنها كانت جرائم فرصة غير مخطط لها. وفقا لمصادر WKYC ، لم يكن لدى كاسترو «خطة خروج» ويعتقد أنه سيتم القبض عليه في نهاية المطاف. وأشار إلى نفسه على أنه «مصاب بدم بارد» ومدمن للجنس.  عثرت الشرطة على مذكرة انتحار في منزله ناقش فيها عمليات الاختطاف وكتبت أنه يجب إعطاء أمواله وممتلكاته للنساء المختطفات إذا تم القبض عليه.

## الهروب والإنقاذ
في 6 مايو 2013، تمكنت بيري أخيرًا من التواصل مع جيران كاسترو، مما أدى إلى هروبها مع ابنتها البالغة من العمر 6 سنوات، وإنقاذ ديجيسوس ونايت من قبل السلطات. وفقا للشرطة، غادر كاسترو المنزل في ذلك اليوم وأدركت بيري أنه فشل في قفل «الباب الداخلي الكبير»، على الرغم من انسداد الباب الخارجي.    لم تحاول اختراق الباب الخارجي لأنها اعتقدت أن كاسترو «كان يختبرها»،(وفقًا لتقرير الشرطة. في السابق، كان كاسترو قد اختبر النساء بترك المنزل مقفلاً جزئياً والخروج من مكان غير آمن، فإذا حاولوا الهرب ضربهم) بدلاً من ذلك، صرخت بيري طالبة المساعدة عندما شاهدت الجيران عبر زجاج الباب الخارجي.   
رد الجار أنجيل كورديرو على الصراخ  لكنه لم يتمكن من التواصل مع بيري لأنه كان يتحدث الإنجليزية قليلاً. انضم الجار تشارلز رامزي إلى كورديرو عند الباب الأمامي للمنزل أثناء عملية الإنقاذ. ركلوا حفرة عبر قاع الباب الخارجي، وزحفت بيري حاملة ابنتها. قال رامزي إن بيري أخبرته أنها وطفلتها كانتا محتجزين داخل المنزل رغما عنها. عند إطلاق سراحها، ذهبت إلى منزل أحد الجيران الآخرين الناطقين بالإسبانية  واتصلت بالرقم 9-1-1، قائلة «ساعدوني، لقد تعرضت للاختطاف، وقد فقدت منذ عشر سنوات. وأنا هنا أنا حرة الآن !» 
دخل ضباط الشرطة منزل كاسترو. مشوا عبر الممر في الطابق العلوي وبه مدافع مسلحة. بعد النظر من باب غرفة النوم المفتوحة قليلاً، دخلت نايت إلى المدخل وقفزت على أذرع الضابط، وقالت مرارًا وتكرارًا، «لقد أنقذتني». بعد فترة وجيزة، دخلت ديجيسوس المدخل من غرفة أخرى. خرجت نايت وديجيسوس من المنزل، وتم نقل جميع النساء الثلاث، بالإضافة إلى الطفل، إلى مركز ميتر هيلث الطبي. تم إطلاق سراح بيري وديجسوس من المستشفى في اليوم التالي، وخرجت نايت بعد أربعة أيام في 10 مايو.

## القبض والإجراءات القانونية

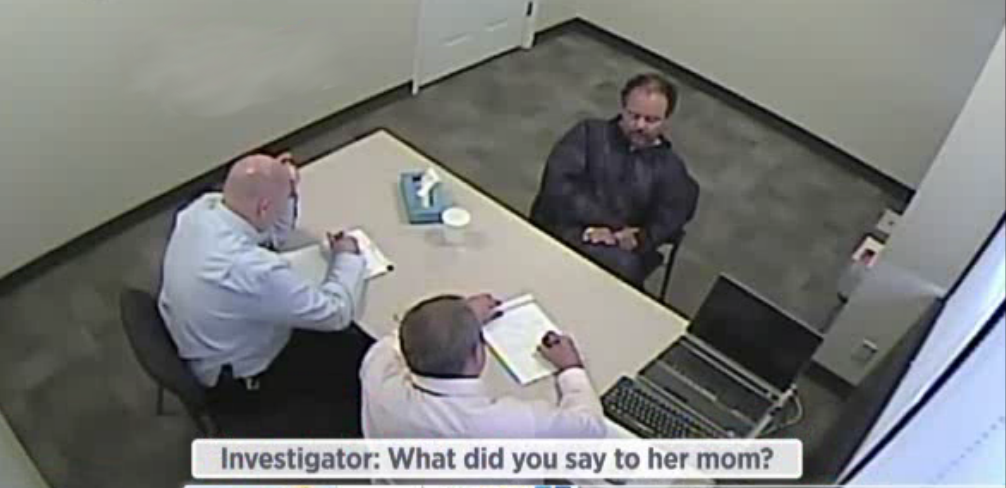
لقطة شاشة توضح استجواب كاسترو من قبل مكتب التحقيقات الفيدرالي

تم القبض على كاسترو في 6 مايو 2013. ووجهت إليه تهم بارتكاب أربع تهم بالاختطاف وثلاث تهم بالاغتصاب في 8 أيار / مايو   كما تم احتجاز اثنين من إخوة كاسترو في البداية، لكن تم إطلاق سراحهما في 9 مايو بعد أن أعلنت الشرطة أنهما ليس لهما أي دور في عمليات الاختطاف.
ظهر كاسترو لأول مرة أمام محكمة كليفلاند البلدية في 9 مايو، حيث تم تحديد الكفالة بمبلغ مليوني دولار لكل تهمة خطف، إضافة إلى ما مجموعه 8  مليون دولار.   وورد أن هناك تهم إضافية معلقة ، بما في ذلك القتل المشدد (للتحريض المتعمد على الإجهاض)، ومحاولة القتل، والاعتداء، وتهمة كل حالة اغتصاب، وتهمة الاختطاف لكل يوم. في 14 مايو ، قال محامو كاسترو إنه «غير مذنب» عن جميع التهم إذا وجهت إليه من تهمة الخطف والاغتصاب.  
أعادت هيئة محلفين الكبرى في مقاطعة كوياهوغا لائحة اتهام حقيقية ضد كاسترو في 7 يونيو. احتوت على 329 تهمة ، بما في ذلك تهمتان بالقتل المشدد (بموجب أقسام مختلفة من القانون الجنائي في أوهايو) لدوره في إنهاء حياة جنين إحدى النساء. غطت لوائح الاتهام فقط الفترة من أغسطس 2002 إلى فبراير2007. صرح المدعي العام للمقاطعة ، تيموثي ج. ماكجينتي ، أن التحقيق ما زال جارياً ، وأن أي نتائج أخرى ستقدم إلى هيئة المحلفين الكبرى. وقال ماكجينتي إن متابعة مواصفات عقوبة الإعدام سيُنظر فيها بعد استكمال إجراءات الاتهام. 
بعد تقديم إقرار غير مذنب لكاسترو في 12 يونيو ، قال أحد محاميه ، كريج وينتراوب ، إنه على الرغم من أن بعض التهم الموجهة إلى كاسترو لا جدال فيها ، «نأمل أن نتمكن من مواصلة العمل من أجل التوصل إلى قرار لتجنب وجود قرار محاكمة لا لزوم له حول القتل المشدد وعقوبة الإعدام». وأشار إلى «أننا حساسون للغاية للتوتر العاطفي والتأثير الذي قد تحدثه المحاكمة على النساء وأسرهن وعلى هذا المجتمع». استدعي كاسترو بالمثول أمام المحكمة في 3 يوليو.
في 12 يوليو ، أعادت هيئة المحلفين الكبرى في مقاطعة كوياهوغا لائحة اتهام حقيقية للفترة المتبقية من فبراير 2007. وبهذا يصل العدد الإجمالي إلى 977 تهمة: 512 تهمة خطف ، 446 حالة اغتصاب ، سبع حالات فرض عقوبة جنسية جسيمة، ستة اعتداءات جنائية، ثلاث حالات تعرض الأطفال للخطر، واثنان من جرائم القتل المشددة ، وواحدة بحيازة أدوات إجرامية. في 17 يوليو ، أقر كاسترو بأنه غير مذنب في لائحة الاتهام الموسعة.
أقر كاسترو بأنه مذنب في 26 يوليو إلى 937 من التهم 977 الموجهة ضده، بما في ذلك اتهامات بالاختطاف والاغتصاب والقتل المشدد، كجزء من جلسة الإقرار التي دعت إلى إصدار أحكام بالسجن المؤبد بالإضافة إلى 1000 سنة، وكل ذلك دون إطلاق سراح. بموجب اتفاق الإقرار بالذنب، خسر كاسترو حقه في الاستئناف، ولم يستطع ينفذ بأي حال بسبب جرائمه. كما صودرت ممتلكاته ، بما في ذلك منزله، الذي قال المدعون إنه سيتم هدمه. أخبر القاضي مايكل روسو ، قاضي محكمة مقاطعة كياهوغا المشتركة لكاسترو: «لن تخرج. هل هذا واضح ؟» رد عليه كاسترو «أنا أفهم ذلك ، شرفك.» كما أدلى كاسترو بتعليقات حول «إدمانه على المواد الإباحية» و «المشكلات الجنسية»، لكن القاضي روسو قطعها، وقال إن مثل هذه القضايا يمكن مناقشتها في جلسة النطق بالحكم في 1 أغسطس. أصدرت شركة محاماة تمثل بيري وديجيسوس ونايت بيانًا مفاده أن النساء الثلاث «كن مرتاحات بسبب نداء اليوم، إنهم راضون بهذا القرار عن القضية ، وهم يتطلعون إلى اقتراب هذه الإجراءات القانونية من نهايتها في المستقبل القريب».
في جلسة النطق بالحكم في 1 أغسطس، حكم على كاسترو بالسجن مدى الحياة على التوالي، إضافة إلى 1000 عام، وكل ذلك دون أي إمكانية للإفراج المشروط. كما تم تغريمه 100000 دولار. صادرت المحكمة جميع ممتلكاته وأصوله إلى حكومة مقاطعة كوياهوغا. قبل الحكم عليه ، خاطب كاسترو المحكمة لمدة عشرين دقيقة تقريبًا، وقال فيها إنه «شخص جيد» و «ليس وحشًا»، لكنه كان مدمنًا على الجنس والمواد الإباحية، و «مارس فن العادة السرية» من الصغر. وادعى أنه لم يضرب أو يعذب النساء مطلقًا، وأصر على أن «معظم» الجنس الذي مارسه كان «بالتراضي». تحول بين نبرة اعتذار إلى إلقاء اللوم على مكتب التحقيقات الفيدرالي لفشلها في الإمساك به، وكذلك ضحاياه لأنهم استقلوا سيارة مع شخصاً غريب، وإلى جانب الإصرار على المحكمة، عندما مارس الجنس معهم اكتشف أنهم لم يكونوا عذارى. ثم تحول مرة أخرى إلى تعليقات اعتذارية ، قائلاً: «آمل أن يتمكنوا من العثور في قلوبهم على مسامحة لي، لأننا حصلنا على قدر كبير من الانسجام في ذلك المنزل».
كما استمع القاضي الذي أصدر حكم لصالح نايت وأفراد عائلات بيري وديجيسوس. أخبرت نايت كاسترو: «لقد أمضيت 11 عامًا من حياتي، لقد أمضيت أحد عشر عامًا في الجحيم ، والآن بدأ الجحيم، سوف أتغلب على كل ما حدث ، لكنك ستواجه الجحيم إلى الأبد. سأعيش ، وسوف تموت وفي كل يوم عندما تفكر في الفظائع الإحدى عشر عام التي ارتكبتها علينا ... يمكنني أن أسامحك ، لكنني لن أنسى أبدًا».

## بعد الحادثة

### الناجين
أصدرت نايت وبيري وديجيسوس بيان فيديو في 9 يوليو 2013 يشكرون الجمهور على دعمهم. قال محامي بيري وديجيسوس إن النساء «ما زلن لديهن رغبة قوية في الخصوصية» ولا يرغبن في التحدث إلى وسائل الإعلام حول محنتهن.  صندوق كليفلاند للشجاعة هو حساب مصرفي أنشئ لمساعدة النساء في انتقالهن إلى الحياة المستقلة ا جمعت حوالي 1.05 دولار مليون في وقت إصدار الفيديو. قبل اختفاء بيري، وعد جدها بأن يمنحها شيفروليه مونت كارلو الكلاسيكية من السنة التي ولدت فيها. احتفظ الجد بالسيارة بعد اختطافها وعلى أمل العثور عليها. كان لا يزال يملكها من أجلها عندما تم إطلاق سراحها، وعلى الرغم من أنها كانت في حاجة إلى التجديد أكثر من الاستخدام. عرضت العديد من متاجر السيارات إجراء عملية التجديد مجانًا.
ناقشت نايت بعض محنتها في مقابلة مع مجلة بيبول بعد سنة من إطلاقها ، وكذلك حياتها التي أدت إلى اختطافها. منذ إنقاذها، غيرت اسمها الأول بشكل قانوني إلى ليل Lily ، وبدأت في الحصول على العديد من الأوشام كطريقة للتكيف مع عملية الشفاء. كما كشفت أن ابنها قد تبناه أشخاص من الحاضرين أثناء وجودها في الأسر وأنها تريد أن تراه ، لكنها لا تريد إحضاره إلى المحنة التي تعاملت معها، وتخطط لرؤيته بعد أن يصبح بالغاً. خططت لفتح مطعم وتحلم بالزواج، وهو ما فعلته في عام 2016، وتأمل في تبني أطفال. كما خططت لـ لم الشمل مع بيري وديجيسوس في المستقبل، لكنها بدأت تركز على إعادة حياتها إلى مسارها.
حصلت بيري وديجيسوس على شهادات فخرية من مدرسة جون مارشال الثانوية في عام 2015. في مقابلة مع قناة WKYC3، تقول ديجيسوس إنها تتطوع حاليًا في لجنة Amber Alert ، التي توفر الراحة لعائلات الأطفال المختطفين. لا تزال على اتصال مع نايت وعائلتها. في فبراير 2017، انضمت بيري إلى فريق عمل WJW Fox 8 News في كليفلاند ، حيث تستضيف فئات من المجتمع لديهم مفقودين. وتساعد الأسر على لم شملهم مع أفراد الأسرة المفقودين. في أبريل 2019، لمّ شمل بيري مع تشارلز رامزي ، بعد 6 سنوات من إنقاذها، في مقابلة بثتها قناة Fox 8 News. 

### هدم المنزل

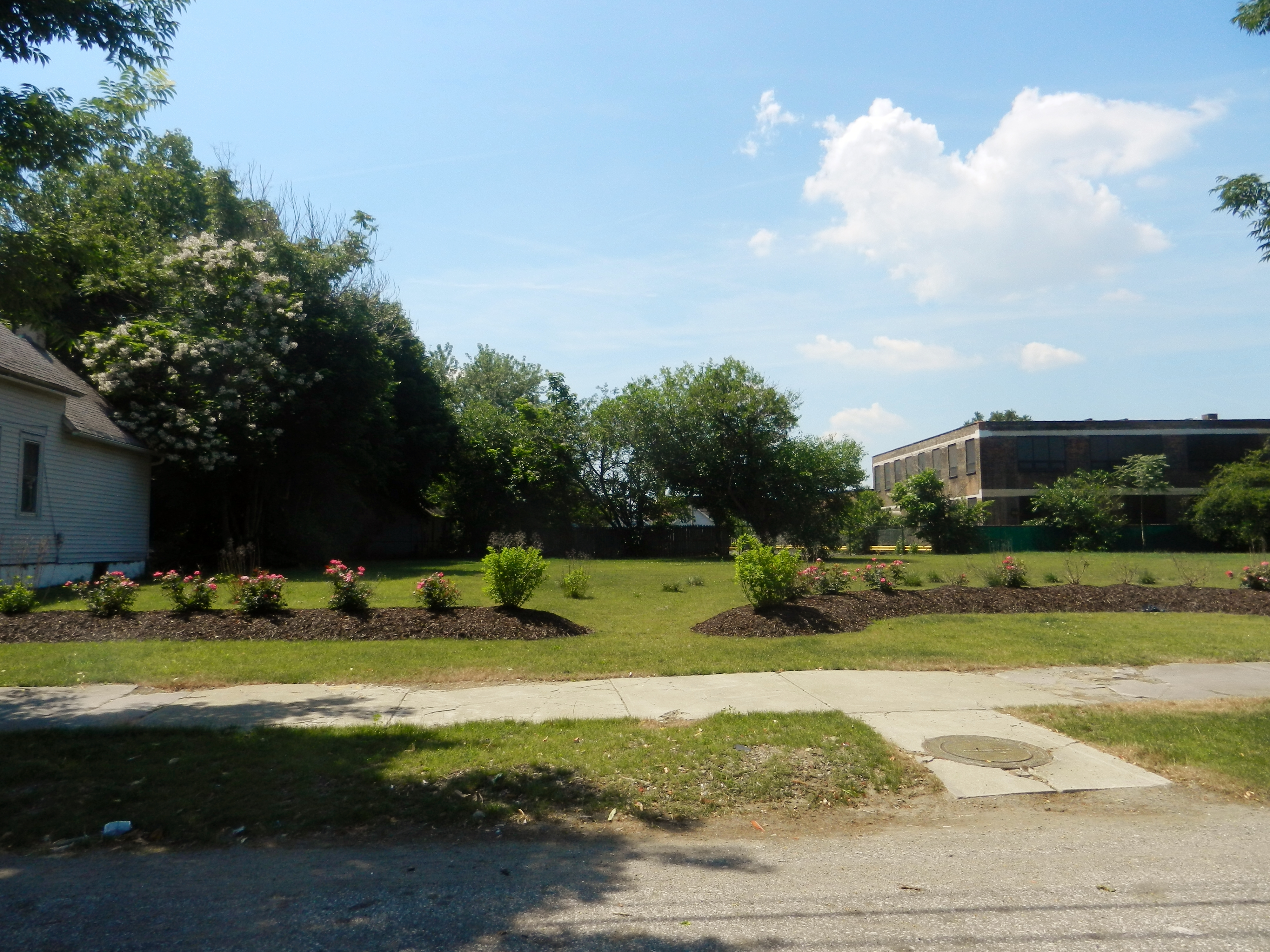
الموقع في شارع سيمور في عام 2014.

كجزء من جلسة الصفقة بالذنب، تم هدم المنزل كاسترو حيث احتجز النساء بتاريخ في 7 أغسطس 2013 . كانت نايت حاضرة وسلمت بالونات صفراء إلى المتفرجين، والتي قالت إنها تمثل أطفالًا مفقودين. تم إطلاق البالونات قبل أن تبدأ عمة ديجيسوس عملية هدم المنزل.  

### موت كاسترو
تم العثور على كاسترو معلقًا من ملاءة سرير في زنزانته في مركز الاستقبال الإصلاحي في أورينت ، أوهايو مساء 3 سبتمبر / أيلول 2013، بعد شهر واحد من عقوبة السجن مدى الحياة. أجرى موظفو السجن عليه إنعاش قلبي رئوي (CPR) قبل نقله إلى مركز يكسنر الطبي بجامعة ولاية أوهايو في كولومبوس، حيث أعلن وفاته بعد فترة وجيزة.   في اليوم التالي، أعلن الطبيب الشرعي في مقاطعة فرانكلين الدكتور يان غورنيك أن تشريح الجثة الأولي وجد أن سبب وفاة كاسترو هو الانتحار شنقاً.
في 10 أكتوبر 2013، أصدرت إدارة أوهايو لإعادة التأهيل والإصلاح تقريرًا يشير إلى أن كاسترو قد توفي عن طريق الخطأ بسبب الاختناق التلقائي بدلاً من الانتحار. رفضت جورنيك هذا الاحتمال ، وقفت إلى جانب حكمها في الانتحار. كما ذكر التقرير أن اثنين من حراس السجن قاما بتزوير سجلات لتوثيق مراقبة كاسترو قبل ساعات من وفاته. لم يكن كاسترو في حالة انتحار وقت وفاته ، لكنه خضع لفحوصات روتينية كل 30 دقيقة بسبب سوء سمعته.
تم إصدار تقرير استشاري في 3 ديسمبر، وخلص رسميًا إلى أن «جميع الأدلة المتوفرة تشير إلى الانتحار، بما في ذلك ترتيب يشبه المزار لصور العائلة وكتاب مقدس في زنزانة كاسترو، ونبرة متزايدة من الإحباط في السجن وواقع يقضي بقية حياته في السجن بينما يتعرض لمضايقات مستمرة». كما استعرضت دورية ولاية أوهايو للطرق السريعة القضية وتوصلت إلى نفس النتيجة.

## تصوير وسائل الإعلام

### كُتب
- Ramsey، Charles (2014). Dead Giveaway: The Rescue, Hamburgers, White Folks, and Instant Celebrity...What You Saw on TV Doesn't Begin to Tell the Story... Cleveland: Gray & Company. ISBN:1938441516.
- Knight، Michelle؛ Burford، Michelle (2014). Finding Me: A Decade of Darkness, a Life Reclaimed: a Memoir of the Cleveland Kidnappings. New York: شركة وينشتاين. ISBN:1602862575.
- Knight، Michelle (2018). Life After Darkness: Finding Healing and Happiness After the Cleveland Kidnappings. Paris: هاشيت. ISBN:1602865752.
- Glatt، John (2015). The Lost Girls: The True Story of the Cleveland Abductions and the Incredible Rescue of Michelle Knight, Amanda Berry, and Gina DeJesus. London: مكملين ناشرون. ISBN:1250036364.
- Berry، Amanda؛ DeJesus، Gina؛ Jordan، Mary؛ Sullivan، Kevin (2015). Hope: A Memoir of Survival in Cleveland. London: دار بنجوين للنشر. ISBN:0698178955.

### أفلام
- Cleveland Abduction | (فيلم تلفزيوني). 2015.[137] [138] [139]